# Wipfratal
Wipfratal is een voormalige gemeente in de Duitse deelstaat Thüringen, en maakte deel uit van de Ilm-Kreis.
Wipfratal telt  inwoners.
De bestuurstaken van de gemeente werden uitgeoefend door de stad Arnstadt, die optrad als vervullende gemeente voor Wipfratal. Op 1 januari werd de gemeente opgenomen in Arnstadt.

## Plaatsen in de gemeente Wipfratal

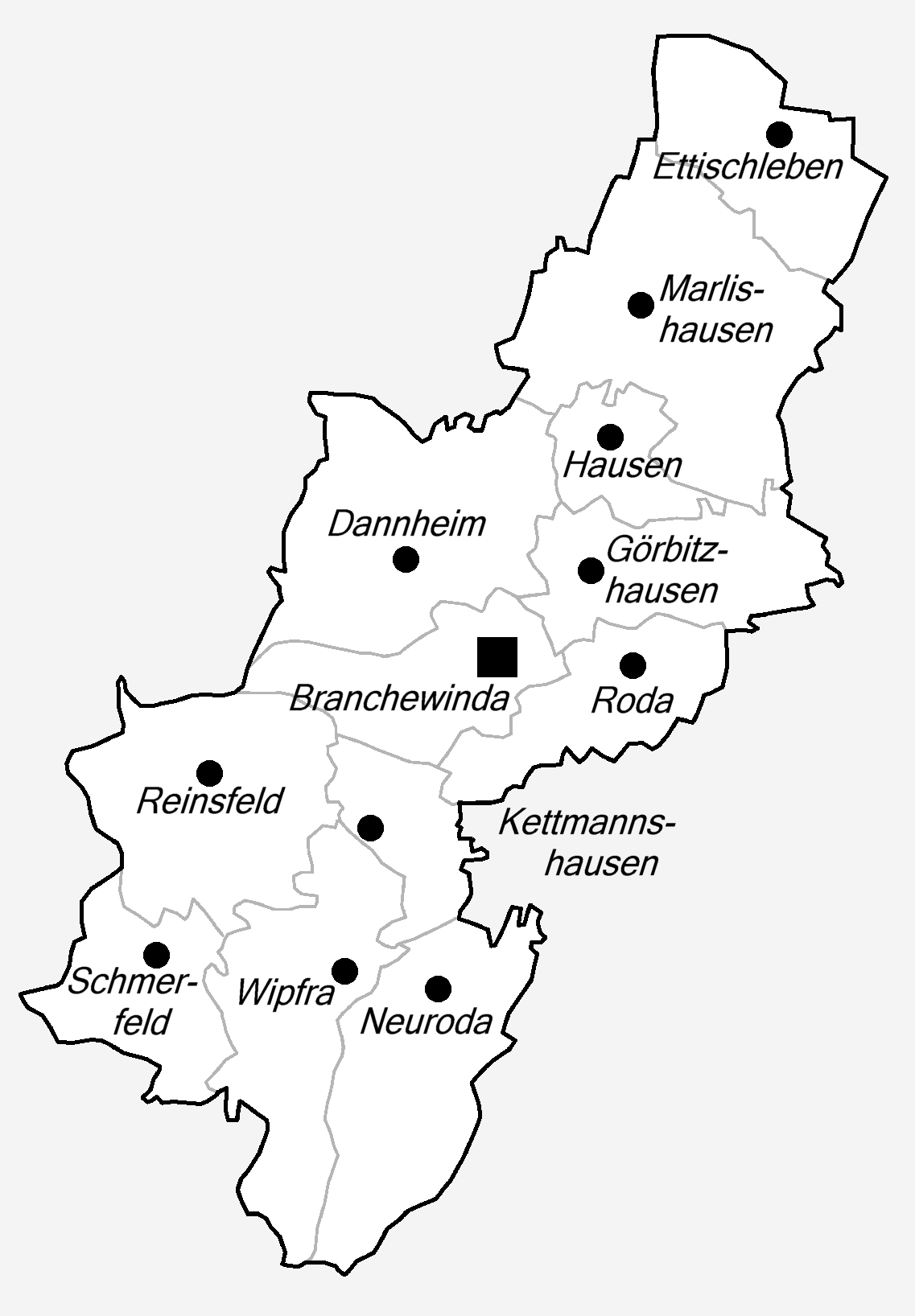
Wipfratal

- Branchewinda
- Dannheim
- Ettischleben
- Görbitzhausen
- Hausen
- Kettmannshausen
- Marlishausen
- Neuroda
- Reinsfeld
- Roda
- Schmerfeld
- Wipfra